# 장 폴 폰데르부르크
장 폴 폰데르부르크 (1964년 7월 31일 ~ )는 스웨덴의 전 축구 선수이다.

## 통계
| 스웨덴 | 스웨덴 | 스웨덴 |
| 연도   | 출전   | 골     |
| ------ | ------ | ------ |
| 1990   | 2      | 0      |
| 1991   | 2      | 0      |
| 합계   | 4      | 0      |